# Großsteingräber bei Bauer
Die Großsteingräber bei Bauer waren drei megalithische Grabanlagen der jungsteinzeitlichen Trichterbecherkultur bei Bauer, einem Ortsteil von Zemitz im Landkreis Vorpommern-Greifswald (Mecklenburg-Vorpommern). Sie wurden vermutlich im 19. Jahrhundert zerstört. Die Existenz der Gräber wurde in den 1820er Jahren durch Friedrich von Hagenow handschriftlich erfasst. Seine Notizen, die den Gesamtbestand der Großsteingräber auf Rügen und in Neuvorpommern erfassen sollten, wurden 1904 von Rudolf Baier veröffentlicht. Die Anlagen bei Bauer wurden dabei nur listenartig aufgenommen. Ihre genaue Lage, Maße und Ausrichtung sind unbekannt. Vermerkt ist lediglich, dass es sich bei allen drei Gräbern um Großdolmen handelte, von denen einer ein rechteckiges oder trapezförmiges Hünenbett mit steinerner Umfassung besaß.